# Que no te haga bobo Jacobo
«Que no te haga bobo Jacobo» es una canción de la banda de rock mexicana Molotov de su primer álbum de estudio ¿Dónde jugarán las niñas?

## Composición y análisis

### Contenido lírico
El tema trata sobre Jacobo Zabludovsky, que a pesar de que fue uno de los periodistas más reconocidos de América Latina (sobre todo cuando desempeñó como titular en el programa de noticias 24 horas de Televisa), también fue uno de los más controvertidos por su parcialidad a la hora de dar noticias. Siendo él y la cadena Televisa partidarios del PRI, partido que gobernó México por siete décadas. 
El tema también trata sobre la manipulación de información de algunos noticieros. Siendo Jacobo la representación de la falta de información o la omisión de las mismas de manera intencionada. En una entrevista de Arturo J. Flores acerca de que si el nombre Jacobo les resultaría extraño a las nuevas generaciones y estas por ende no lograrían captar todo el mensaje de la canción, se dijo:

Palabras más, palabras menos; Tito me respondió que no, porque los nombres cambian, pero las prácticas siguen siendo las mismas. Si antes fue Jacobo, ahora es López Dóriga.
Arturo J. Flores

### Estructura musical
La canción presenta un sonido poderoso, debido a la fuerte presencia de los bajos. Un sonido similar al de agrupaciones tales como Rage Against the Machine.

## Videoclip
El vídeo musical empieza con un niño llorando, después muestra a varios grupos de personas viendo un noticiario ficticio llamado MoloTV (conducido por los propios integrantes de la banda) en el canal 69. Se ve incluso a los integrantes como reporteros en el programa dando entrevistas a las personas para dar su opinión, también se puede escuchar una serie de ritmos slap hechos por los bajistas Micky Huidobro y Paco Ayala para dar un cierre a la canción.